# Arthaz-Pont-Notre-Dame
Arthaz-Pont-Notre-Dame é uma comuna francesa na região administrativa de Auvérnia-Ródano-Alpes, no departamento de Alta Saboia. Estende-se por uma área de 5,96 km². Em 2010 a comuna tinha 1 630 habitantes (densidade: 273,5 hab./km²).